# 4163 Saaremaa
A 4163 Saaremaa (ideiglenes jelöléssel 1941 HC) a Naprendszer kisbolygóövében található aszteroida. Liisi Oterma fedezte fel 1941. április 19-én.